# Ministère de la Jeunesse et des Sports (Roumanie)
Pour les articles homonymes, voir Ministère des Sports et Ministère de la Jeunesse et des Sports.
Le ministère de la Jeunesse et des Sports est un ministère roumain dirigé par Carol-Eduard Novak depuis le 23 décembre 2020.

## Historique
Fondé en 1989 après la Révolution, il est d'abord nommé ministère des Sports, avant d'être renommé ministère de la Jeunesse et des Sports en juin 1990. En juin 2003, il est fusionné au ministère de l'Éducation avant de redevenir un ministère à part entière en décembre 2008, mais est fusionné de nouveau avec le ministère de l'Éducation de 2009 à 2012.

## Liste des ministres
| Nom                                 | de               | à                | Gouvernement              | Parti | Parti        |
| ----------------------------------- | ---------------- | ---------------- | ------------------------- | ----- | ------------ |
| Mircea Angelescu                    | 26 décembre 1989 | 28 juin 1990     | Roman I                   |       | FSN          |
| Bogdan Niculescu-Duvăz              | 28 juin 1990     | 16 octobre 1991  | Roman II                  |       | FSN          |
| Ioan Moldovan                       | 16 octobre 1991  | 18 novembre 1992 | Stolojan                  |       | FSN          |
| Gheorghe Angelescu                  | 19 novembre 1992 | 28 août 1993     | Văcăroiu                  |       | FDSN         |
| Alexandru Mironov                   | 28 août 1993     | 11 décembre 1996 | Văcăroiu                  |       | PDSR         |
| Mihai-Sorin Stănescu                | 12 décembre 1996 | 5 décembre 1997  | Ciorbea                   |       | PNL          |
| Crin Antonescu                      | 5 décembre 1997  | 28 décembre 2000 | Ciorbea, Vasile, Isărescu |       | PNL          |
| Georgiu Gingăraș                    | 28 décembre 2000 | 19 juin 2003     | Năstase                   |       | PSD          |
| au sein du ministère de l’Éducation |                  |                  |                           |       |              |
| Monica Iacob-Ridzi                  | 22 décembre 2008 | 14 juillet 2009  | Boc I                     |       | PDL          |
| Luminița Plăcintă                   | 14 juillet 2009  | 23 décembre 2009 | Boc I                     |       | PDL          |
| au sein du ministère de l’Éducation |                  |                  |                           |       |              |
| Nicolae Bănicioiu                   | 21 décembre 2012 | 4 mars 2014      | Ponta II                  |       | PSD          |
| Gabriela Szabó                      | 4 mars 2014      | 17 novembre 2015 | Ponta III et IV           |       | Indépendante |
| Elisabeta Lipă                      | 17 novembre 2015 | 4 janvier 2017   | Cioloș                    |       | Indépendante |
| Marius Dunca                        | 4 janvier 2017   | 29 janvier 2018  | Grindeanu et Tudose       |       | PSD          |
| Ioana Bran                          | 29 janvier 2018  | 20 novembre 2018 | Dăncilă                   |       | Indépendante |
| Bogdan Matei                        | 20 novembre 2018 | 4 novembre 2019  | Dăncilă                   |       | PSD          |
| Ionuț-Marian Stroe                  | 4 novembre 2019  | 23 décembre 2020 | Orban I et II             |       | PNL          |
| Carol-Eduard Novak                  | 23 décembre 2020 | 15 juin 2023     | Cîțu, Ciucă               |       | UDMR         |